# Nostolachma
Nostolachma là một chi thực vật thuộc họ Rubiaceae. Chi này có các loài sau (tuy nhiên danh sách này có thể chưa đủ):
- Nostolachma crassifolia, (Gamble) Deb. & Lahiri